# Fewmal Motors Company
Fewmal Motors Company war ein US-amerikanischer Hersteller von Automobilen.

## Unternehmensgeschichte
Das Unternehmen existierte nur 1914 in New York City. M. Laogaire war Präsident, H. G. Woodbury Jr. Schatzmeister, R. Remick Sekretär und R. A. Loomis Generalmanager. Sie stellten in dem Jahr drei Automobile her. Der Markenname lautete Fewmal.

## Fahrzeuge
Im Angebot stand das Modell Motorette. Es wurde gelegentlich als Cyclecar bezeichnet, was eine Abwertung darstellte. Vielmehr war es ein kleiner Sportwagen mit gutem Aussehen. Der wassergekühlte Vierzylindermotor mit OHC-Ventilsteuerung leistete 18 PS. Er trieb über eine Kardanwelle die Hinterachse an. Das Fahrgestell hatte 254 cm Radstand und die für damalige US-Autos übliche Spurweite von 142 cm. Die offene Karosserie des zweisitzigen Roadsters wurde als stromlinienförmig bezeichnet. Im Heck befand sich ein kleines Abteil für Gepäck.